# Porcellio tiberianus
Porcellio tiberianus is een pissebed uit de familie Porcellionidae. De wetenschappelijke naam van de soort is voor het eerst geldig gepubliceerd in 1923 door Karl Wilhelm Verhoeff.